# オーストラリアの内閣一覧
オーストラリアの内閣一覧（オーストラリアのないかくいちらん）は、1901年の連邦化以降のオーストラリア政府の歴代内閣の一覧である。

## 歴代内閣一覧
| 代 | 内閣                        | 与党 | 与党                                   | 成立年月日     | 終了年月日     |
| -- | --------------------------- | ---- | -------------------------------------- | -------------- | -------------- |
| 1  | バートン内閣                |      | 保護主義者党 / 労働党                  | 1901年1月1日   | 1903年9月24日  |
| 2  | 第1次ディーキン内閣         |      | 保護主義者党 / 労働党                  | 1903年9月24日  | 1904年4月27日  |
| 3  | ワトソン内閣                |      | 労働党 / 保護主義者党                  | 1904年4月27日  | 1904年8月17日  |
| 4  | リード＝マクリーン内閣      |      | 自由貿易党 / 保護主義者党              | 1904年8月17日  | 1905年7月5日   |
| 5  | 第2次ディーキン内閣         |      | 保護主義者党 / 労働党                  | 1905年7月5日   | 1908年11月13日 |
| 6  | 第1次フィッシャー内閣       |      | 労働党                                 | 1908年11月13日 | 1909年6月2日   |
| 7  | 第3次ディーキン内閣         |      | 保護主義者党 / 自由貿易党 / 関税改革党 | 1909年6月2日   | 1910年4月29日  |
| 8  | 第2次フィッシャー内閣       |      | 労働党                                 | 1910年4月29日  | 1913年6月24日  |
| 9  | クック内閣                  |      | 連邦自由党                             | 1913年6月24日  | 1914年9月17日  |
| 10 | 第3次フィッシャー内閣       |      | 労働党                                 | 1914年9月17日  | 1915年10月27日 |
| 11 | 第1次ヒューズ内閣           |      | 労働党                                 | 1915年10月27日 | 1916年11月14日 |
| 12 | 第2次ヒューズ内閣           |      | 国民労働党                             | 1916年11月14日 | 1917年2月17日  |
| 13 | 第3次ヒューズ内閣           |      | ナショナリスト党                       | 1917年2月17日  | 1917年5月5日   |
| 14 | 第4次ヒューズ内閣           |      | ナショナリスト党                       | 1917年5月5日   | 1920年2月4日   |
| 15 | 第5次ヒューズ内閣           |      | ナショナリスト党                       | 1920年2月4日   | 1923年2月9日   |
| 16 | 第1次ブルース＝ページ内閣   |      | ナショナリスト党 / 地方党              | 1923年2月9日   | 1925年11月14日 |
| 17 | 第2次ブルース＝ページ内閣   |      | ナショナリスト党 / 地方党              | 1925年11月14日 | 1928年11月29日 |
| 18 | 第3次ブルース＝ページ内閣   |      | ナショナリスト党 / 地方党              | 1928年11月29日 | 1929年10月22日 |
| 19 | スカリン内閣                |      | 労働党                                 | 1929年10月22日 | 1932年1月6日   |
| 20 | 第1次ライオンズ内閣         |      | 統一オーストラリア党                   | 1932年1月6日   | 1934年10月12日 |
| 21 | 第2次ライオンズ内閣         |      | 統一オーストラリア党                   | 1934年10月12日 | 1934年11月9日  |
| 22 | 第1次ライオンズ＝ページ内閣 |      | 統一オーストラリア党 / 地方党          | 1934年11月9日  | 1937年11月29日 |
| 23 | 第2次ライオンズ＝ページ内閣 |      | 統一オーストラリア党 / 地方党          | 1937年11月29日 | 1939年4月7日   |
| 24 | ページ内閣                  |      | 地方党 / 統一オーストラリア党          | 1939年4月7日   | 1939年4月26日  |
| 25 | 第1次メンジーズ内閣         |      | 統一オーストラリア党                   | 1939年4月26日  | 1940年3月14日  |
| 26 | 第2次メンジーズ内閣         |      | 統一オーストラリア党 / 地方党          | 1940年3月14日  | 1940年10月28日 |
| 27 | 第3次メンジーズ内閣         |      | 統一オーストラリア党 / 地方党          | 1940年10月28日 | 1941年8月28日  |
| 28 | ファデン内閣                |      | 地方党 / 統一オーストラリア党          | 1941年8月28日  | 1941年10月7日  |
| 29 | 第1次カーティン内閣         |      | 労働党                                 | 1941年10月7日  | 1943年9月21日  |
| 30 | 第2次カーティン内閣         |      | 労働党                                 | 1943年9月21日  | 1945年7月6日   |
| 31 | フォード内閣                |      | 労働党                                 | 1945年7月6日   | 1945年7月13日  |
| 32 | 第1次チフリー内閣           |      | 労働党                                 | 1945年7月13日  | 1946年11月1日  |
| 33 | 第2次チフリー内閣           |      | 労働党                                 | 1946年11月1日  | 1949年12月19日 |
| 34 | 第4次メンジーズ内閣         |      | 自由党 / 地方党                        | 1949年12月19日 | 1951年5月11日  |
| 35 | 第5次メンジーズ内閣         |      | 自由党 / 地方党                        | 1951年5月11日  | 1954年7月9日   |
| 36 | 第6次メンジーズ内閣         |      | 自由党 / 地方党                        | 1954年7月9日   | 1956年1月11日  |
| 37 | 第7次メンジーズ内閣         |      | 自由党 / 地方党                        | 1956年1月11日  | 1958年12月10日 |
| 38 | 第8次メンジーズ内閣         |      | 自由党 / 地方党                        | 1958年12月10日 | 1961年12月22日 |
| 39 | 第9次メンジーズ内閣         |      | 自由党 / 地方党                        | 1961年12月22日 | 1963年12月18日 |
| 40 | 第10次メンジーズ内閣        |      | 自由党 / 地方党                        | 1963年12月18日 | 1966年1月26日  |
| 41 | 第1次ホルト内閣             |      | 自由党 / 地方党                        | 1966年1月26日  | 1966年12月14日 |
| 42 | 第2次ホルト内閣             |      | 自由党 / 地方党                        | 1966年12月14日 | 1967年12月19日 |
| 43 | マッキュエン内閣            |      | 自由党 / 地方党                        | 1967年12月19日 | 1968年1月10日  |
| 44 | 第1次ゴートン内閣           |      | 自由党 / 地方党                        | 1968年1月10日  | 1968年11月12日 |
| 45 | 第2次ゴートン内閣           |      | 自由党 / 地方党                        | 1968年11月12日 | 1971年3月10日  |
| 46 | マクマホン内閣              |      | 自由党 / 地方党                        | 1971年3月10日  | 1972年12月5日  |
| 47 | 第1次ホイットラム内閣       |      | 労働党                                 | 1972年12月5日  | 1972年12月19日 |
| 48 | 第2次ホイットラム内閣       |      | 労働党                                 | 1972年12月19日 | 1974年6月12日  |
| 49 | 第3次ホイットラム内閣       |      | 労働党                                 | 1974年6月12日  | 1975年11月11日 |
| 50 | 第1次フレーザー内閣         |      | 自由党 / 全国地方党                    | 1975年11月11日 | 1975年12月22日 |
| 51 | 第2次フレーザー内閣         |      | 自由党 / 全国地方党                    | 1975年12月22日 | 1977年12月20日 |
| 52 | 第3次フレーザー内閣         |      | 自由党 / 全国地方党                    | 1977年12月20日 | 1980年11月3日  |
| 53 | 第4次フレーザー内閣         |      | 自由党 / 全国地方党                    | 1980年11月3日  | 1983年3月11日  |
| 54 | 第1次ホーク内閣             |      | 労働党                                 | 1983年3月11日  | 1984年12月13日 |
| 55 | 第2次ホーク内閣             |      | 労働党                                 | 1984年12月13日 | 1987年7月24日  |
| 56 | 第3次ホーク内閣             |      | 労働党                                 | 1987年7月24日  | 1990年4月4日   |
| 57 | 第4次ホーク内閣             |      | 労働党                                 | 1990年4月4日   | 1991年12月20日 |
| 58 | 第1次キーティング内閣       |      | 労働党                                 | 1991年12月20日 | 1993年3月24日  |
| 59 | 第2次キーティング内閣       |      | 労働党                                 | 1993年3月24日  | 1996年3月11日  |
| 60 | 第1次ハワード内閣           |      | 自由党 / 国民党                        | 1996年3月11日  | 1998年10月21日 |
| 61 | 第2次ハワード内閣           |      | 自由党 / 国民党                        | 1998年10月21日 | 2001年11月26日 |
| 62 | 第3次ハワード内閣           |      | 自由党 / 国民党                        | 2001年11月26日 | 2004年10月22日 |
| 63 | 第4次ハワード内閣           |      | 自由党 / 国民党                        | 2004年10月22日 | 2007年12月3日  |
| 64 | 第1次ラッド内閣             |      | 労働党                                 | 2007年12月3日  | 2010年6月24日  |
| 65 | 第1次ギラード内閣           |      | 労働党                                 | 2010年6月24日  | 2010年9月14日  |
| 66 | 第2次ギラード内閣           |      | 労働党                                 | 2010年9月14日  | 2013年6月27日  |
| 67 | 第2次ラッド内閣             |      | 労働党                                 | 2013年6月27日  | 2013年9月18日  |
| 68 | アボット内閣                |      | 自由党 / 国民党                        | 2013年9月18日  | 2015年9月15日  |
| 69 | 第1次ターンブル内閣         |      | 自由党 / 国民党                        | 2015年9月15日  | 2016年7月19日  |
| 70 | 第2次ターンブル内閣         |      | 自由党 / 国民党                        | 2016年7月19日  | 2018年8月24日  |
| 71 | 第1次モリソン内閣           |      | 自由党 / 国民党                        | 2018年8月24日  | 2019年5月29日  |
| 72 | 第2次モリソン内閣           |      | 自由党 / 国民党                        | 2019年5月29日  | 2022年5月23日  |
| 73 | 第1次アルバニージー内閣     |      | 労働党                                 | 2022年5月23日  | 2025年5月13日  |
| 74 | 第2次アルバニージー内閣     |      | 労働党                                 | 2025年5月13日  |                |